# Koos Waslander
Koos Waslander (Rotterdam, 3 februari 1957) is een Nederlands voormalig voetballer en huidig voetbaltrainer. Hij speelde als prof in Nederland voor Excelsior, PEC Zwolle '82, NAC, DS'79 en voor de Fort Lauderdale Strikers in de Verenigde Staten.

## Carrière

### Amerikaans avontuur
In 1980 speelde Waslander voor de Fort Lauderdale Strikers in de NASL. De club haalde dat jaar de finale van de play-offs. Die werd op 21 september met 3-0 verloren van de New York Cosmos. Bij de Strikers speelde Waslander die wedstrijd met onder meer Jan van Beveren, Lex Schoenmaker en Gerd Müller; coach was Cor van der Hart.

### Snelste doelpunt
Waslander was tot 14 augustus 2022 in z'n eentje houder van het record voor het snelste doelpunt ooit gemaakt in de Eredivisie: als speler van NAC scoorde hij op 20 maart 1982 acht seconden na de aftrap van medespeler Ton Lokhoff in de wedstrijd tegen PEC Zwolle '82, en zette zo PEC's laatste man Rinus Israël en keeper Bert van Geffen te kijk. Op 14 augustus 2022 evenaarde Vito van Crooij van Sparta Rotterdam dit record.

### Carrièrestatistieken
| Seizoen | Club                     | Land             | Competitie | Wedstrijden | Doelpunten |
| ------- | ------------------------ | ---------------- | ---------- | ----------- | ---------- |
| 1979/80 | Excelsior                | Nederland        | Eredivisie | 33          | 12         |
| 1980    | Fort Lauderdale Strikers | Verenigde Staten | NASL       | 14          | 1          |
| 1980/81 | NAC                      | Nederland        | Eredivisie | 15          | 2          |
| 1981/82 | NAC                      | Nederland        | Eredivisie | 30          | 4          |
| 1982/83 | NAC                      | Nederland        | Eredivisie | 32          | 6          |
| 1983/84 | Excelsior                | Nederland        | Eredivisie | 30          | 4          |
| 1984/85 | PEC Zwolle '82           | Nederland        | Eredivisie | 30          | 4          |
| 1985/86 | Excelsior                | Nederland        | Eredivisie | 30          | 4          |
| 1986/87 | Excelsior                | Nederland        | Eredivisie | 30          | 4          |
| 1987/88 | DS '79                   | Nederland        | Eredivisie | 30          | 4          |
| Totaal  | Totaal                   | Totaal           | Totaal     | 194         | 29         |

## Trainer
Als trainer was hij werkzaam bij RBC en bij diverse amateurclubs zoals VV Spijkenisse en als assistent- en jeugdtrainer bij NAC. Van augustus 2007 tot en met augustus 2008 was Waslander hoofdtrainer van zaterdaghoofdklasser DOTO. Hij werd nog voor de start van het seizoen 2008/09 ontslagen.
In januari 2009 nam Waslander de zaterdagvoetballers van Gouda onder zijn hoede.
Hij maakte het seizoen 2008/09 af als interim-coach bij de toenmalige eersteklasser.
Eind december 2009 werd Waslander aangesteld als interim-trainer van zaterdaghoofdklasser DOVO. Op 12 juni 2010 werd hij aangesteld als hoofdtrainer van zaterdageersteklasser BVCB. Op maandag 12 maart 2012 werd bekend dat Waslander per direct zou vertrekken bij BVCB, waar hij aanvankelijk pas aan het einde van het seizoen weg zou gaan. Waslander werd met ingang van het seizoen 2012/13 trainer bij CION uit Vlaardingen.Ook daar vertrok hij voortijdig en snel daarna vond hij in Jong Ambon weer een nieuwe club. Daar maakte hij het seizoen af. Hij was eveneens werkzaam als hoofdtrainer van de gevallen profclub RBC tussen 2019 en 2021.